# Marcelino Horacio Bottaro
Marcelino Horacio Bottaro (1883-1940), escritor uruguayo y activista por los derechos de los afrouruguayos.

## Biografía
A principios del siglo XX, fue una de las principales figuras de los movimientos organizados de afrouruguayos quienes tuvieron una intensa actividad en esa época. Bottaro opinaba que para lograr una situación de mayor equidad entre negros y blancos en Uruguay, todos los afrouruguayos deberían unirse en torno a un mismo objetivo, fundando incluso una única organización que incluyera todas las que existían en el momento y que se llamaría "Casa de la Raza".
Desde las páginas del periódico "La Propaganda", del cual ofició de secretario de redacción, impulsó estas ideas de unión, lo que no le impidió polemizar con miembros de la redacción de otro periódico publicado por afrouruguayos, titulado "La Verdad". Según Ildefonso Pereda Valdés, el origen de esa polémica es que desde "La Propaganda" se les negaba a los redactores de "La Verdad" que representaran a la colectividad, argumentando que al existir ya un periódico de la colectividad de color no podría existir otro que la representara.
A instancias de Pereda Valdés, un texto de Bottaro especialmente relevante referido al candombe, fue traducido al inglés y publicado bajo el título "Rituals and 'Candombes' " en la antología "Negro" de Nancy Cunard de 1934. Lauro Ayestarán analiza en profundidad ese texto, en su obra cumbre "La música en el Uruguay. Volumen 1" y se refiere a él como un "documento de trascendental importancia sobre el desarrollo y significación del Candombe".
Bottaro también colaboró con sus textos en la publicación de la colectividad negra "Nuestra Raza", en su segunda época, en la cual también colaboraban otros veteranos de publicaciones afrouruguayas anteriores, como Ignacio Suárez Peña quien habían escrito en "La Verdad", Salvador Betervide quien había editado "La Vanguardia" e Isabelino Gares, que había participado de ambas. Nuestra raza, en donde Bottaro colaboró con su nombre o bajo el seudónimo "Petronio", fue probablemente la más importante y longeva de las publicaciones de la colectividad negra uruguaya, extendiéndose en su segunda época en forma ininterrumpida desde 1933 hasta 1948, y contando en su comité redactor a periodistas y escritores como Pilar Barrios, Tulio Gutiérrez, Gilberto Cabral, Sandalio Gutiérrez, Feliciano A. Barrios, Carlos Cardozo Ferreira y Ventura Barrios.